# Nordiq Cup w biegach narciarskich 2024/2025
Nordiq Cup w biegach narciarskich 2024/2025 to kolejna edycja tego cyklu zawodów. Rywalizacja rozpoczęła się 6 grudnia 2024 r. w kanadyjskim Sovereign Lake, a zakończyła 23 marca 2025 r. w kanadyjskim Canmore.
Nowymi zdobywcami pucharu zostali reprezentanci Kanady: Amelia Wells i Luke Allan.

## Kalendarz i wyniki

### Kobiety
| Lp. | Data            | Miejscowość                                | Dystans                            | 1. miejsce              | 2. miejsce              | 3. miejsce              |
| --- | --------------- | ------------------------------------------ | ---------------------------------- | ----------------------- | ----------------------- | ----------------------- |
| 1.  | 6 grudnia 2024  | Sovereign Lake                             | 7.5 km s. dowolnym                 | Alison Mackie           | Olivia Bouffard-Nesbitt | Lea Stabæk Wenaas       |
| 2.  | 7 grudnia 2024  | Sovereign Lake                             | Sprint s. dowolnym (1.3 km)        | Katherine Weaver        | Olivia Bouffard-Nesbitt | Lea Stabæk Wenaas       |
| 3.  | 8 grudnia 2024  | Sovereign Lake                             | 10 km s. klasycznym (start masowy) | Olivia Bouffard-Nesbitt | Alison Mackie           | Jasmine Drolet          |
| 4.  | 2 stycznia 2025 | Thunder Bay Nordiq Canada Selection Trials | Sprint s. klasycznym (1.3 km)      | Katherine Weaver        | Alison Mackie           | Olivia Bouffard-Nesbitt |
| 5.  | 3 stycznia 2025 | Thunder Bay Nordiq Canada Selection Trials | 20 km s. klasycznym (start masowy) | Alison Mackie           | Olivia Bouffard-Nesbitt | Amelia Wells            |
| 6.  | 5 stycznia 2025 | Thunder Bay Nordiq Canada Selection Trials | 10 km s. dowolnym                  | Alison Mackie           | Sonjaa Schmidt          | Olivia Bouffard-Nesbitt |
| 7.  | 6 stycznia 2025 | Thunder Bay Nordiq Canada Selection Trials | Sprint s. dowolnym (1.3 km)        | Sonjaa Schmidt          | Alison Mackie           | Olivia Bouffard-Nesbitt |
| 8.  | 19 marca 2025   | Canmore Nordiq Canada Ski Nationals        | 10 km s. dowolnym                  | Amelia Wells            | Tabitha Williams        | Lea Stabæk Wenaas       |
| 9.  | 22 marca 2025   | Canmore Nordiq Canada Ski Nationals        | Sprint s. klasycznym (1.3 km)      | Katherine Weaver        | Amelia Wells            | Hannah Shields          |
| 10. | 23 marca 2025   | Canmore Nordiq Canada Ski Nationals        | 30 km s. klasycznym (start masowy) | Amelia Wells            | Lea Stabæk Wenaas       | Katherine Weaver        |

### Mężczyźni
| Lp. | Data            | Miejscowość                                | Dystans                            | 1. miejsce       | 2. miejsce       | 3. miejsce        |
| --- | --------------- | ------------------------------------------ | ---------------------------------- | ---------------- | ---------------- | ----------------- |
| 1.  | 6 grudnia 2024  | Sovereign Lake                             | 7.5 km s. dowolnym                 | Thomas Stephen   | Rémi Drolet      | Kryštof Zatloukal |
| 2.  | 7 grudnia 2024  | Sovereign Lake                             | Sprint s. dowolnym (1.3 km)        | Thomas Stephen   | Rémi Drolet      | Julian Smith      |
| 3.  | 8 grudnia 2024  | Sovereign Lake                             | 10 km s. klasycznym (start masowy) | Rémi Drolet      | Thomas Stephen   | Scott James Hill  |
| 4.  | 2 stycznia 2025 | Thunder Bay Nordiq Canada Selection Trials | Sprint s. klasycznym (1.3 km)      | Xavier McKeever  | Rémi Drolet      | Julien Locke      |
| 5.  | 3 stycznia 2025 | Thunder Bay Nordiq Canada Selection Trials | 20 km s. klasycznym (start masowy) | Xavier McKeever  | Rémi Drolet      | Thomas Stephen    |
| 6.  | 5 stycznia 2025 | Thunder Bay Nordiq Canada Selection Trials | 10 km s. dowolnym                  | Max Hollmann     | Thomas Stephen   | Derek Deuling     |
| 7.  | 6 stycznia 2025 | Thunder Bay Nordiq Canada Selection Trials | Sprint s. dowolnym (1.3 km)        | Xavier McKeever  | Thomas Stephen   | Julien Locke      |
| 8.  | 19 marca 2025   | Canmore Nordiq Canada Ski Nationals        | 10 km s. dowolnym                  | Scott James Hill | Raleigh Tarte    | Lukas Seubert     |
| 9.  | 22 marca 2025   | Canmore Nordiq Canada Ski Nationals        | Sprint s. klasycznym (1.3 km)      | Julien Locke     | Luke Allan       | Ry Prior          |
| 10. | 23 marca 2025   | Canmore Nordiq Canada Ski Nationals        | 30 km s. klasycznym (start masowy) | Luke Allan       | Scott James Hill | Julien Locke      |

## Klasyfikacje[b]
| Lp. | Zawodniczka             | Punkty |
| --- | ----------------------- | ------ |
| 1.  | Amelia Wells            | 715    |
| 2.  | Alison Mackie           | 670    |
| 3.  | Olivia Bouffard-Nesbitt | 655    |
| 4.  | Katherine Weaver        | 550    |
| 5.  | Helen McCulligh         | 511    |
| 6.  | Katya Semeniuk          | 492    |
| 7.  | Hannah Shields          | 455    |
| 8.  | Anika Wallin            | 452    |
| 9.  | Anna Stewart            | 385    |
| 10. | Louison Dubief          | 380    |

| Lp. | Zawodnik             | Punkty |
| --- | -------------------- | ------ |
| 1.  | Luke Allan           | 670    |
| 2.  | Thomas Stephen       | 655    |
| 3.  | Rémi Drolet          | 595    |
| 4.  | Julien Locke         | 591    |
| 5.  | Alexandre Cormier    | 573    |
| 6.  | Scott James Hill     | 539    |
| 7.  | Kendyn Mashinter     | 484    |
| 8.  | Raleigh Tarte        | 451    |
| 9.  | Julian Smith         | 435    |
| 10. | Félix-Olivier Moreau | 431    |